# Planinsko društvo Podnanos
Planinsko društvo Podnanos je planinsko društvo s sedežem v Podnanosu, ki deluje od leta 1982.

## Začetki PD Podnanos
Začelo se je pred 28 leti. Skupina ljubiteljev gora in narave se je odločila in ustanovila Planinsko društvo Podnanos. Ustanovni občni zbor je bil 11. decembra 1982 ob 17.00 uri v mali dvorani kulturnega doma v Podnanosu. Udeležilo se ga je štirideset ljudi, med njimi tudi predstavnik Planinske zveze Slovenije. Sprejeli so statut društva, v katerem so zajete pravice in dolžnosti vsakega člana.
V vseh teh letih smo osvojili veliko vrhov, organizirali veliko pohodov, prireditev in taborov. Ljudje, ki so prej hodili v gore sami, so se začeli družiti v Planinskem društvu in skupaj osvajati nove vrhove. Lahko rečemo, da se je v teh letih veliko zgodilo. Vse delo pa je odvisno od članov društva, odborov in predsednikov. Prvi predsednik društva je bil Ivan Bratož. Sledili so mu Pavel Lavrenčič, Jože Kodre, Stojan Vitežnik, Ivan Kodre, Janko Božič in Martin Žvanut. Sedaj je predsednik planinskega društva Marko Brezavšček.

## Tradicionalni pohodi in teki
V planinskem društvu (PD) je veliko pohodov, projektov, ki so postali tradicionalni.
Prvo nedeljo v novem letu se planinci zberejo na Konju, kjer odkrivajo »zaklad«. Vsako leto zakopljejo steklenico vina, ki jo naslednje leto spijejo, in novo zakopljejo za naprej. Zadnja leta postaja pohod medijsko zanimiv.
Drugi konec tedna v februarju organizira PD izlet v neznano. Vsako leto se obišče drugi kraj, za katerega udeleženci ne vedo vnaprej. Ta izlet se organizira že od 1999.
PD je organizator zimskega pohoda po Vojkovih poteh na Nanos od leta 1984. Pohod poteka v spomin na domačina, domoljuba Janka Premrla – Vojka. Pohod se začne v Podnanosu, sledi vzpon na Konja, mimo spomenika do Strgarjeve domačije ter naprej do Lovske koče. Tu poteka potrditev vzpona. Na poti sta postavljeni dve okrepčevalnici, kjer lahko kupimo hrano in pijačo. V vseh letih je postal pohod zelo obiskan. Število pohodnikov niha, predvsem je odvisno od vremena in od oglaševanja v medijih. Največje število pohodnikov je bilo leta 2005, in sicer med 600 in 700.
Že vrsto let je državni praznik, 27. april, namenjen družinskemu pohodu. Vsako leto se ga udeleži veliko planincev, predvsem zato, ker je primeren za vse generacije.
Prav posebno mesto med pohodi ima tako imenovan izlet v tujino. Začelo se je leta 1995 z odpravo na Mont Blanc. Do sedaj se je organiziralo 12 izletov v tujino. To so dvo- ali tridnevni izleti, ki se izvajajo tretji teden v avgustu. Mejnik je bil vzpon na Grossglockner, saj se je dvanajstim najbolje pripravljenim, ki so osvojili vrh, pridružilo še 39 planincev, ki so jih spremljali del poti. Največ planincev pa se je udeležilo izleta v Dolomite leta 2005, kar 57.
Leta 1998 je PD prvič organiziralo Gorski tek na Nanos v spomin na Fabjana Furlana, člana PD in alpinista, ki se je smrtno ponesrečil v steni Stenarja. Vsako leto se teka udeleži veliko tekačev in tekačic iz vse Slovenije in zamejstva. Največja udeležba je bila leta 2003, ko se je na startu zbralo kar 223 tekmovalcev. Ti svoje moči merijo v različnih kategorijah. Start je v Porečah pri jezu, cilj pa pri Lovski koči.
Tradicionalen je postal novembrski dvodnevni pohod na Nanos. Namenjen je predvsem druženju planincev. Prvi dan se povzpnemo do Vojkove koče, sledi družabni večer. Drugi dan je pohodniški.
PD organizira približno 10 do 15 pohodov letno. V zadnjih desetih letih sta največ udeležencev privabila izlet, kjer se z vlakom odpeljemo do Podbrda, od tam pa vzpnemo na Črno prst ali Zakojco, ter pohod po slovenski Istri. Oba sta privabila preko 80 pohodnikov.
Eden največjih projektov PD in mladinskega odseka je organizacija vsakoletnega planinskega tabora. V vseh letih je bilo organiziranih 24 planinskih taborov. V letih 1984, 1985 in 1986 se je taborilo na Nanosu pri Strgarjevih, od leta 1987 naprej pa ob vznožju najvišjih slovenskih gora. Le leta 1991 taborjenja ni bilo zaradi razmer v državi. Taborjenje je namenjeno osnovnošolskim otrokom. Mladi planinci teden dni preživijo v naravi, spijo v šotorih, se družijo, osvajajo okoliške hribe…

## Mladinski odsek
Že od ustanovitve PD se vzpodbuja delo z mladimi. Leta 1984 je bil ustanovljen mladinski odsek, ki pa zaradi premajhnega števila članov in prepada med generacijami ni prav zaživel do leta 1995, ko je doživel preporod. Mladinski odsek deluje skupaj s PD pri organizaciji vseh njegovih akcij, skrbi za izobraževanje, vodi planinski krožek v osnovni šoli in vrtcu, se udeležuje in organizira orientacijska tekmovanja. Planinski krožek v osnovni šoli v Podnanosu poteka od leta 1995, v vrtcu pa od jeseni leta 2001. V okviru mladinskega odseka se je večkrat organiziralo predavanja iz planinske šole, kjer so mladi pridobili osnovno znanje, potrebno za varno hojo v hribe.
Mladinski odsek že od leta 1995 sodeluje na tekmovanju Mladina in gore. Izreden uspeh so dosegli leta 2008 z zmago na državnem tekmovanju. 10. januarja 2009 je v  Sloveniji potekalo državno tekmovanje Mladina in gore. Mladinski odsek se je veliko let udeleževal orientacijskih tekmovanj. Leta 2003 so se udeležili Slovenskega orientacijskega tekmovanja in postali državni prvaki. Mladinski odsek je zelo pomemben del društva. Mladi so polni novih, drugačnih idej. Mladi privabljajo mlade, poznajo njihove želje, hrepenenja. Si upajo tvegati in so pri svojem delu uspešni.
Upali so si tudi nekateri člani društva, ki so se odpravili osvajat najvišje vrhove neevropskih celin. Leta 1998 sta se dva člana odpravila na najvišji vrh Afrike – Kilimanjaro. Zaradi težav z višino sta se pod vrhom obrnila. Leta 2003 se je član našega društva odpravil v Kirgizistan, kjer je osvojil šesttisočak – Pik Razdelnaja. Še večji uspeh pa je bil dosežen leta 2005 z vzponom na Aconcaguo (6962 m), ki je najvišji vrh obeh Amerik in najvišja gora izven Azije. Decembra 2008 se je član društva povzpel na Pico de Orizaba, 5747 m visok vrh Mehike.

## Podvigi v visokogorju
V zadnjih letih so posamezni člani planinskega društva osvojili veliko najvišjih evropskih gora: Mont Blanc, Gran Paradiso, Grossglockner, Piz Bernina, Grossvenediger idr.
Slovenska planinska pot je ena izmed veznih poti, ki potekajo po Sloveniji. Ta pot poteka od Maribora preko Pohorja, Kamniško-Savinjskih Alp, Karavank, Julijskih Alp, Cerkljanskega hribovja, Krasa do Ankarana. Trije člani društva so prehodili to dolgo in zahtevno pot. Planinska zveza jim je podelila priznanja.

## Izobraževanje vodnikov in markacistov
Ker je ena glavnih nalog PD vodenje ljudi v hribe, mora PD imeti vodnike. V PD Podnanos je 24 članov društva opravilo tečaj za mladinskega planinskega vodnika, vendar jih je, na žalost, aktivnih precej manj. V društvu so tudi šolani mentorji, ki delajo z najmlajšimi planinci. Mladinski planinski vodniki morajo svoje znanje izpopolniti vsake tri leta na prav za to organiziranih tečajih.
Izobraževanje pa ni samo stvar otrok in vodnikov. Ker se v društvu zavedajo, da le planinci, ki veliko vedo, lahko varno hodijo v hribe, so konec leta 2005 in v začetku leta 2006 organizirali izobraževanje pod vodstvom vrhunskega slovenskega alpinista. Imeli so predavanja in praktične vaje na terenu (plezanje v Gradiški turi). Izobraževanje se je zaključilo na Kofcah, kjer so praktično preizkusili pridobljeno znanje. Tečaja se je udeležilo 15 planincev.
Knafeljčevo markacijo pozna vsak planinec, saj je znak, da hodimo po planinski poti. Da so poti, za katere skrbi PD, dobro označene, urejene in prehodne, skrbijo šolani markacisti PD. Na vseh križiščih so postavljeni veliki in nazorni kažipoti z napisom smeri in časom hoje.

## Projekti PD Podnanos v preteklosti
Vrh Konja je eden izmed vrhov Nanosa. Tu stoji kapelica, ki so jo podnanoški planinci obnovili junija 2001. Naredili so nov tlak, popravili streho in druga manjša popravila. Ko pridemo na vrh, se lahko odpočijemo na klopci, ki je bila postavljena 2005. Decembra naredijo v kapelici jaslice.
Najpomembnejše projekte naše društvo že veliko let s pomočjo diaprojekcije predstavi širši javnosti. Največkrat so prikazovali utrinke s taborjenja in izleta v tujino, saj se prav tu osvaja najvišje in najzanimivejše vrhove Evrope. Predavatelji so bili domačini, največkrat vodje posameznih projektov. Svoje občutke in spoznanja so z nami delili tudi člani društva, ki so osvajali najvišje vrhove sveta.
V zadnjih desetih letih smo nekajkrat povabili zunanje predavatelje. Tako smo gostili dovškega župnika, ki se nam je predstavil z diaprojekcijo, zanimiva je bila tudi projekcija Vrhe in predavanje S kolesom po indijski Himalaji.
Nekaj članov društva se navdušuje tudi nad fotografijo, zato so organizirali fotografski natečaj v letu 2006. S pomočjo zunanjih ocenjevalcev so izbrali najboljšo zimsko fotografijo.
Prvi organizirani društveni izlet na Triglav je bil izveden julija 2007. Udeležilo se ga je 30 planincev.
PD Podnanos že vsa leta sodeluje z drugimi društvi v vasi in sooblikuje življenje v njej. Vrsto let so planinci pomagali pri izvedbi narodnozabavnega festivala Vurberk, postavljali so božično-novoletno jelko na placu, organizirali kresovanje na predvečer kulturnega praznika, sodelovali pri čistilnih akcijah Podnanosa in okolice in še veliko drugega. Leta 2007 je PD ob pomoči drugih društev očistilo Podnanos in okolico. Geslo akcije je bilo Očistimo gorske poti okrog Podnanosa in Podnanos.
Leta 1991, v času desetdnevne vojne, so domači planinci nesli hrano in sanitetni material pripadnikom teritorialne obrambe k oddajniku na Nanos.
Jeseni 2007 so priskočili na pomoč poplavljenim v Železnikih tako, da so pomagali pri čiščenju kraja.